# Herford (stad)
De Hanzestad Herford is een stad en gemeente in de Duitse deelstaat Noordrijn-Westfalen, gelegen in de Kreis Herford. De stad telt 66.608 inwoners op 31 december 2020 op een oppervlakte van 79,00 km². Naburige steden zijn Enger, Hiddenhausen, Löhne en Vlotho (in het district Herford), Bad Salzuflen (in het district Lippe) en Bielefeld (stadsdistrict). Sinds 8 juli 2013 draagt de stad de titel hanzestad.

## Plaatsen binnen de gemeente

Indeling van de stad Herford
Indeling van de gemeente Herford

Tussen haakjes achter de plaatsnaam het geschat aantal inwoners.
- Diebrock (2.000, ten westen van het centrum)
- Eickum (1.800, ten westen van Diebrock)
- Elverdissen (4.150, ten zuiden van het centrum); het dorp bezit een monumentale, witte, lutherse kerk uit 1914 in jugendstil, de Friedenskirche
- Falkendiek (850, ten noorden van de stad)
- Herford-Stadt (51.800)
- Herringhausen (2.750, ten noorden van Diebrock); sinds de komst van de fabriek van Poggenpohl-keukens in de jaren 2010 is het aantal inwoners van dit dorp meer dan verdubbeld.
- Laar (500, in het uiterste zuidwesten van de gemeente)
- Schwarzenmoor (1.600, in het uiterste noordoosten van de gemeente)
- Stedefreund (1.500, ten zuiden van Diebrock)

Het aantal inwoners per peildatum 31 december 2015.

## Ligging, verkeer, vervoer
De stad Herford ligt in een tamelijk vlak gebied, dat Ravensberger Mulde genoemd wordt, aan de rivier de Werre. In de gemeente verspreid liggen zes kleine, langgerekte natuurgebieden. Het zijn allemaal beekdalen.
De Autobahn A30, het verlengde van de Nederlandse A1, komt bij afrit 30 (Löhne) dicht bij de noordrand van Herford. De afritten 29 en 30  van de Autobahn A2 leiden naar delen van het enige kilometers ten westen van deze autosnelweg gelegen Herford. De Bundesstraße 61 verbindt Herford met de zuidelijke buurstad Bielefeld (afstand 16 km). 
Vanuit het centrum van de stad rijden stads- en streekbussen in alle richtingen.
Vanuit het in 1902 gebouwde centraal station (Hauptbahnhof) van Herford kan men per trein reizen naar o.a. Minden en Hannover  (af en toe rijdt deze trein door naar Berlijn), en de andere kant uit via Bielefeld naar Hamm (Noordrijn-Westfalen) (zie: Spoorlijn Hannover - Hamm) en Keulen, en over andere lijnen naar Osnabrück en het overstapstation Altenbeken.
De stad bezit naar Duitse begrippen veel fietspaden en ligt aan enige langeafstandsfietsroutes. De gemeente bevordert, samen met andere steden in de regio het fietsgebruik; zo is er bij het Hauptbahnhof een grote fietsenstalling; Herford ligt aan een route, waar in de toekomst een zogenaamde fietssnelweg moet ontstaan.

## Economie
De stad beschikt binnen de dienstensector over een groot ziekenhuis. Aan overheidsinstellingen ontbreekt het ook niet. Er is onder andere een Amtsgericht en een rechtbank voor arbeidsgeschillen, en ook een jeugdgevangenis.
Het beursgenoteerde Ahlers AG met hoofdkantoor in Herford-Elverdissen produceert en verhandelt herenkleding en bezit het recht, de naam Pierre Cardin daarvoor te gebruiken. In de kledingmarkt hebben nog twee andere grote spelers, namelijk Bugatti Mode en Leineweber (met het merk Brax) hun hoofdkantoren te Herford. De bekende ex-springruiter Wolfgang Brinkmann uit Bielefeld bekleedde evenals zijn vader een directiefunctie bij Bugatti Mode, dat hoofdsponsor van een belangrijke stoeterij van springpaarden voor internationale topruiters is.
De grootste plaatselijke andere industriële bedrijven produceren onder andere babyvoeding, chocolade, kerkklokken en vuilniscontainers. Daarnaast is er veel midden- en kleinbedrijf, met name machinebouw, oorspronkelijk ten behoeve van de andere grote fabrieken in Herford.
In Herford zijn tamelijk veel handelsbedrijven en logistieke en distributiecentra gevestigd. Een belangrijke groothandel in het stadsdeel Diebrock verhandelt bevestigingsmaterialen voor de bouwnijverheid.  De drie kledingconcerns van de stad (zie hierboven) houden er van tijd tot tijd zogenaamde Fabrikverkäufe. Daarbij verkoopt de fabrikant kleding vanuit het hoofdmagazijn,  rechtstreeks aan de consument, tegen prijzen, die lager liggen dan men in een kledingwinkel of webshop betaalt. 
Opvallend is dat de weekmarkt in een uit 1878, aan het even oude raadhuis aangebouwde, overdekte markthal plaatsvindt.

## Geschiedenis
Daar waar nu Herford ligt, woonden in de Jonge Steentijd reeds mensen. Ter plaatse mondt een riviertje de Aa uit in de Werre, die hier ook nog een zijarm Bowerre had (in de middeleeuwen verlegd en tot stadsgracht getransformeerd). De riviertjes waren ondiep en konden soms te voet overgestoken worden. In de directe omgeving was de grond vruchtbaar.
De stad Herford, die haar naam dankt aan een voorde over de riviertjes de Aa en de Werre in een heirweg, zou ontstaan zijn voor 789. Reeds in 833 verleende Lodewijk de Vrome het rond 800 ontstane vrouwensticht binnen de stadsgrenzen markt- munt- en tolrechten. De stichtsgebouwen werden in 926 door plunderende Hongaren verwoest, maar kort daarna weer opgebouwd; het markt- en tolrecht werd in 973 door Otto de Grote bevestigd. Herford is daardoor een van de oudste marktplaatsen van Duitsland.
De stad was gelegen in het graafschap Ravensberg. Binnen de stad lag het na een verschijning van Maria, die in de 10e eeuw plaats zou hebben gehad, door abdis Godesdiu (als dochterklooster van het reeds 200 jaar bestaande sticht of stift) in het leven geroepen  Stift auf dem Berge dat rijksvrij was. Godesdiu, afstammelinge van het Saksische Billunger hertogelijk geslacht, was er van 1002 tot 1040 de eerste abdis. Het sticht trok ook pelgrims aan, die op bedevaart onderweg waren naar Santiago de Compostela. Herford werd zo een bedevaartoord, in de middeleeuwen een garantie voor veel economische activiteit.
Er waren oorspronkelijk drie à vier middeleeuwse nederzettingen direct naast elkaar, die verschillende heren en besturen hadden: het gebied van het sticht, de Altstadt, met de ook nog min of meer zelfstandige handelsvoorpost Radewig (in de Dertigjarige Oorlog geheel platgebrand), en vanaf 1224 de Neustadt. Alt- en Neustadt fuseerden pas in de 17e eeuw. 
Het wereldlijke deel van de stad had inmiddels een sterke omwalling met deels uit de natuurlijke waterlopen bestaande stadsgrachten, 5 poorten en 14 - elk aan één der gildes toebehorende - torens. Het werd in condominaat door de stichtsabdissen en rijke burgerij bestuurd en was reichsunmittelbar. In 1220 kreeg Herford stadsrechten, en het trad toe tot de Hanze in 1342. Van 1428 tot 1801 hadden de Broeders van het Gemene Leven een fraterhuis in Herford.
Het bij de stad horende dorp Elverdissen is in de 12e eeuw gesticht door de bisschoppen van Paderborn. Toch is het sinds de Reformatie vrijwel geheel protestants.
In 1530 werd Herford door de reformatie overwegend protestants. Daarbij speelden de wetenschappelijk geschoolde augustijner monniken, met name een zekere Johannes Dreyer, een voorname rol. De abdij werd in 1565 een protestants damessticht. In 1638 was er een rampzalige stadsbrand. Tegen het eind van de Dertigjarige Oorlog, in 1647 werd de stad door troepen van het Keurvorstendom Brandenburg veroverd. Daarna bleef Herford de facto Brandenburgs en daarna Pruisisch. In 1803 werd ook het sticht geseculariseerd en kwam aan het Graafschap Ravensberg, dat ook aan Pruisen onderhorig was. Stad en stift waren nu bestuurlijk onder dezelfde heer.
In de tweede helft van de 18e eeuw verplaatste zich veel huisnijverheid op het gebied van linnenweverij van Bielefeld naar Herford. Dit leidde in de 19e eeuw tot het ontstaan van belangrijke textielindustrie, die deels nog altijd bestaat. Van 1842 tot 1955 bezat de stad, evenals het nabijgelegen Bünde,  een niet onbelangrijke, uit eerdere huisnijverheid op dit gebied voortgekomen, tabakindustrie. De aansluitingen op belangrijke spoorlijnen kwamen in 1847 en 1880 tot stand. Opvallend is, dat talrijke overwegen in 1916 al door spoorviaducten waren vervangen, wat de verkeersdoorstroming vergemakkelijkte. 
Tot in het begin van de 19e eeuw (en op papier zelfs nog tot 1969!) was het stadsgebied nog beperkt tot het terrein binnen de oude wallen. Rondom dit gebied, in de zogenaamde Feldmarken,  lagen boerderijen, elk gelegen bij een slagboom, die men moest passeren om de stad in of uit te kunnen. Deze waren te herkennen aan het woord "Baum" in hun naam.
De stad was tijdens de Hitler-tijd een garnizoensstad, er waren verscheidene kazernes. Na 1945 werden deze door de Britse strijdkrachten in NAVO-verband overgenomen. Toen de Britten in 2015 vertrokken waren, werden de kazernes gesloopt en de militaire terreinen kregen een andere bestemming.

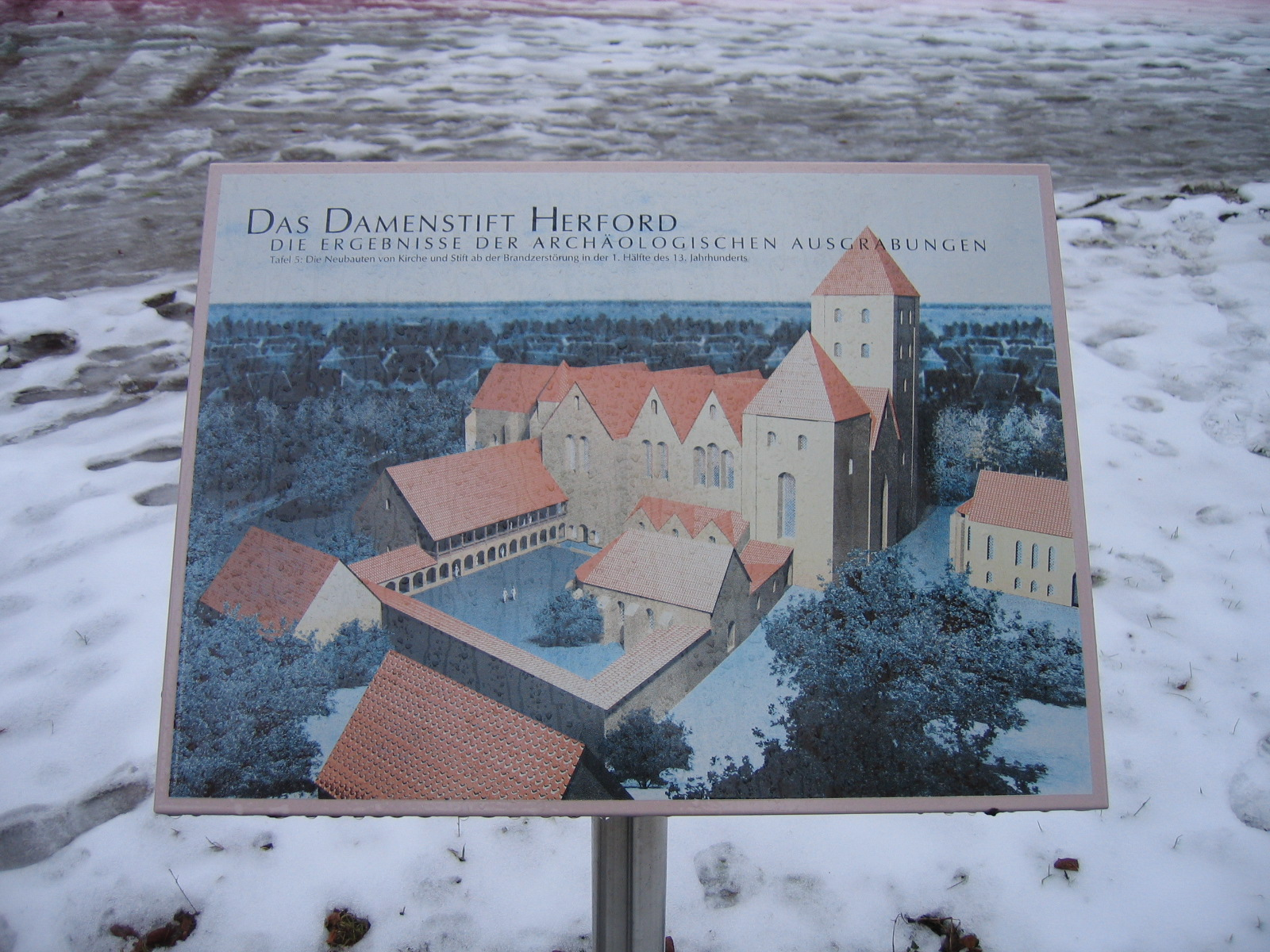
Het  Damenstift volgens resultaten van archeologische opgravingen 1988 - 1990
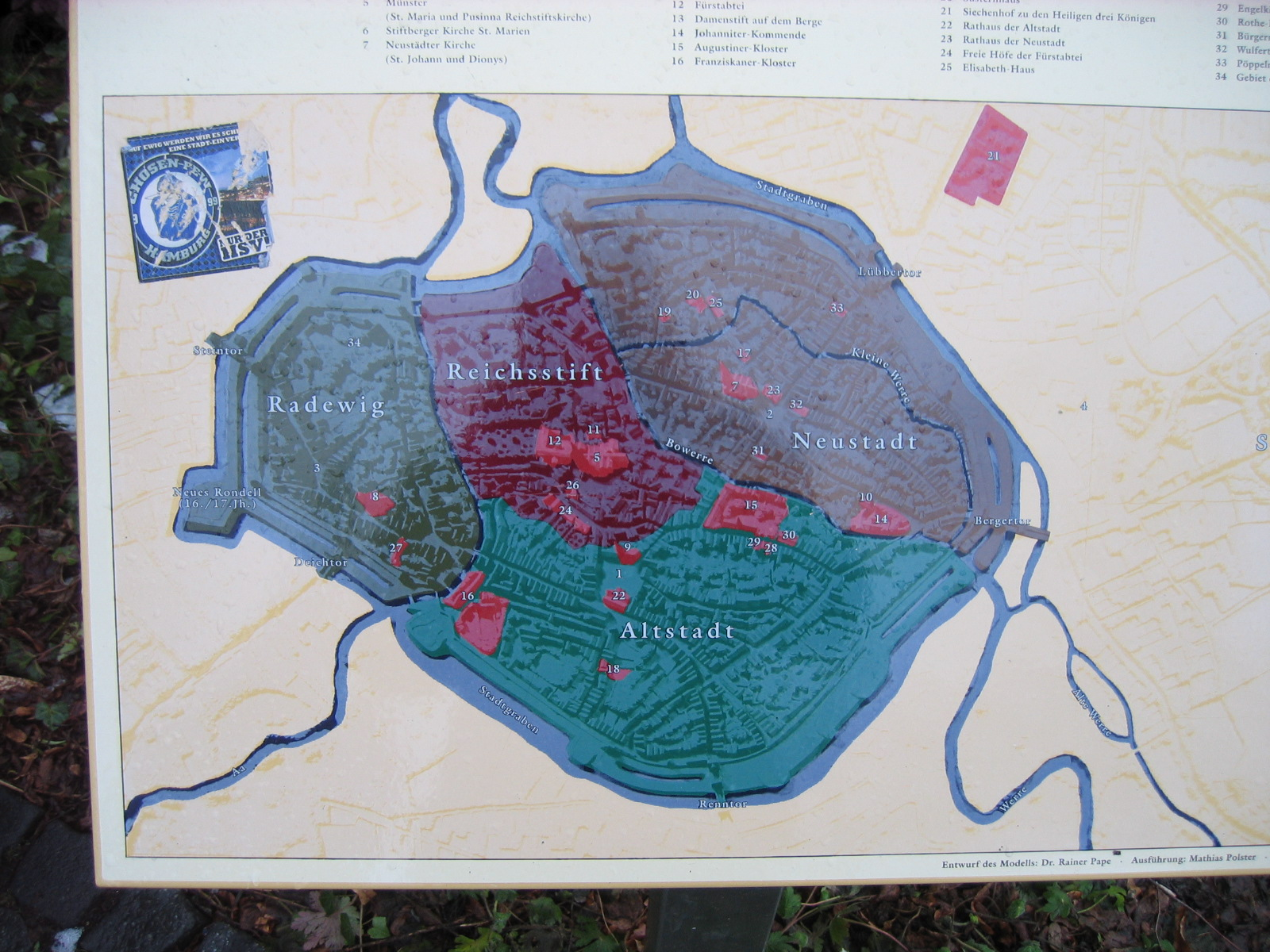
Plattegrond van de middeleeuwse stad
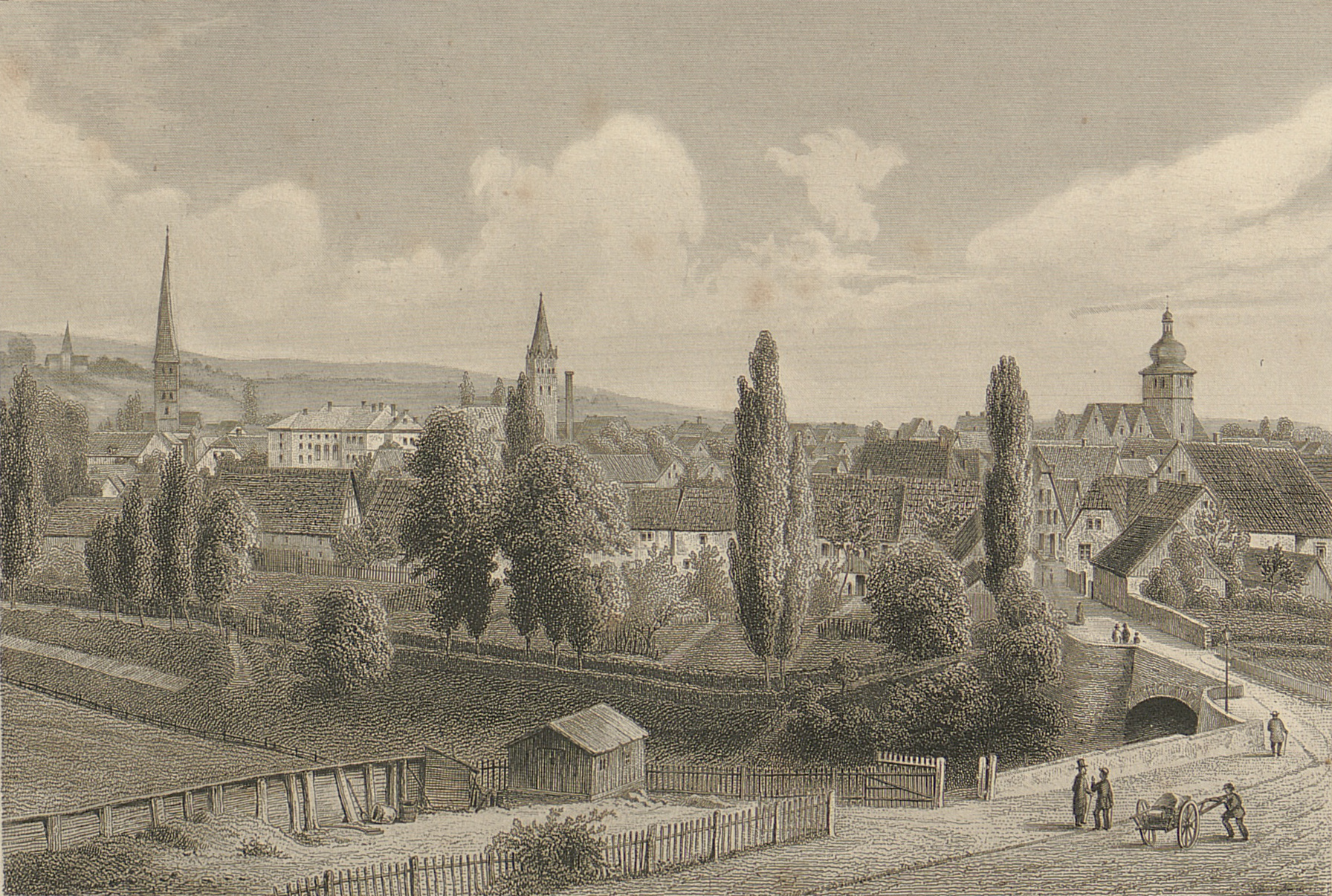
Herford rond 1872

## Bezienswaardigheden, evenementen, toerisme

### Musea
- Jan Hoet stichtte er in opdracht van burgemeester Bruno Wollbrink het museum MARTa (M voor meubels en ook voor museum, ART voor kunst (Frans, Engels), en a voor ambiance). Jan Hoet bleef acht jaar aan het museum verbonden en nam in 2008 afscheid met de tentoonstelling Loss of control (november 2008 - januari 2009).
- Het stedelijk museum, met een collectie op het gebied van stadsgeschiedenis, plaatselijke archeologische vondsten e.d. draagt de naam Daniel-Pöppelmann-Haus en is gevestigd in een laat-19e-eeuwse fabrikantenvilla. In 2013 kwam een ingrijpende renovatie gereed.

### Monumentale gebouwen
- De Munsterkerk is het prominente kerkgebouw van de stad.
- De Johanniskirche is eveneens een belangrijk monument.
- Dit geldt ook voor de Jacobikirche.
- De Marienkirche (Onze-Lieve-Vrouwekerk) is van oorsprong de kerk van het in 1011 gestichte Stift auf dem Berge. De huidige kerk is gebouwd in de vroege 14e eeuw in de stijl der gotiek. De kerk heeft een monumentaal modern orgel en wordt vanwege haar goede akoestiek niet alleen voor de zondagse lutherse kerkdiensten, maar ook veel  voor concerten e.d. gebruikt.
- De St. Johannes Baptist-Kirche (1232), voormalige kerk der johannieters, is als enige oude kerk in Herford rooms-katholiek gebleven. Ze bevat een reliek van St. Pusinna, de schutspatrones van de stad.  Het opvallende retabel is een laat-19e-eeuwse kopie van dat in de Dom te Minden.
- Hoewel in de Tweede Wereldoorlog  20% en bij wat al te rigoureuze stadssaneringen in de periode 1948-1972 nog eens 60% van de historische, oude vakwerkhuizen verloren gingen, zijn er gelukkig nog een aantal bewaard gebleven. Te noemen zijn o.a. het Remensniderhaus (Brüderstraße 26), het Kantorhaus (Elisabethstraße 2) en de huizen Holland 21, 29 en 39. Ook het 16e-eeuwse Frühherrenhaus en het Wulferthaus (Neuer Markt 2) zijn monumentaal. Daarnaast werden in de 19e en 20e eeuw ook diverse moderne en opvallende villa's gebouwd.

### Overige bezienswaardigheden
- Ten zuidoosten van het centrum, in de wijk Waldfrieden, staat een kleine dierentuin, die jaarlijks vanaf rond Pasen t/m oktober geopend is.
- De Gänsebrunnen (ganzenfontein) op de Gänsemarkt is de bekendste van de talrijke fonteinen in de stad, enkele ervan zijn ontstaan uit oude bronnen van beken.
- Het Widukindsmonument op de Wilhelmsplatz
- Bij het Bergertor staan twee sculpturen (Safety Cones) van de hand van de bekende Amerikaanse kunstenaar  Dennis Oppenheim.

### Evenementen
- Jaarlijks wordt, al sinds de 11e eeuw, op of rond 19 juni  de Herforder Vision (Maria-verschijning) herdacht met o.a. een processie en een kermis.
- Herford bezit sinds 1960 een Stadttheater (692 zitplaatsen) voor muziek- en toneeluitvoeringen.
- De stad heeft in 2004 een voormalig goederentreinstation aangekocht en verbouwd tot multifunctionele evenementenhal (ruim 3600 m² vloeroppervlak).
- Daarnaast zijn er jaarlijks nog diverse andere muziek- en andere festivals en evenementen van voornamelijk regionaal belang.
- In stadsdeel Eickum is een recreatieplas, de Elisabethsee, met grote camping, geliefd bij recreanten uit het Ruhrgebied.

## Bekende personen in relatie tot de stad

### Geboren
- Matthäus Daniel Pöppelmann (* 3 mei 1662 in Herford; † 17 januari 1736 in Dresden), belangrijk architect in de barok- en rococostijl, ontwerper van de Zwinger, de Driekoningenkerk, Slot Pillnitz en nog andere gebouwen, alsmede bruggen te Dresden en renovator van o.a.  het Slot Moritzburg (Saksen). Het stedelijk museum van Herford draagt zijn naam.
- Nikolaus Dürkopp (1842-1918), Duits ondernemer, oprichter van een grote naaimachinefabriek (Adler) te Bielefeld
- Adolf Richter (1846-1910), Duits ondernemer, oprichter van de fabriek van Anker (bouwdozen)
- Gustave Kerker (1857-1923), componist van musicals, dirigent, cellist
- Marian Gold (1954), zanger (Alphaville)
- Karl-Heinz Wiesemann (1960), rooms-katholiek bisschop
- Thomas Helmer (1965), profvoetballer en sportcommentator
- Maik Walpurgis (1973), voetbaltrainer
- Jenny Tamas (1990), ijshockeyster
- Diego Demme (1991), voetballer
- Etienne Amenyido (1998), voetballer
- Edon Zhegrova (1999), voetballer
- Carlotta Wamser (2003), voetbalster

### Overig
- Wilhelm Normann (1870-1939), ondernemer en uitvinder van een procedé voor het harden van vetten ten behoeve van de productie van margarine, bracht zijn jeugd door en was later ondernemer en onderzoeker te Herford
- Gabriele Münter (1877-1962), kunstschilderes, woonde als klein meisje 6 jaar lang met haar ouders in Herford
- Bruno Gröning was van 1945 totdat dit in 1949 verboden werd, tijdens massaal bezochte sessies in de stad actief als gebedsgenezer of, volgens critici, kwakzalver

## Afbeeldingen

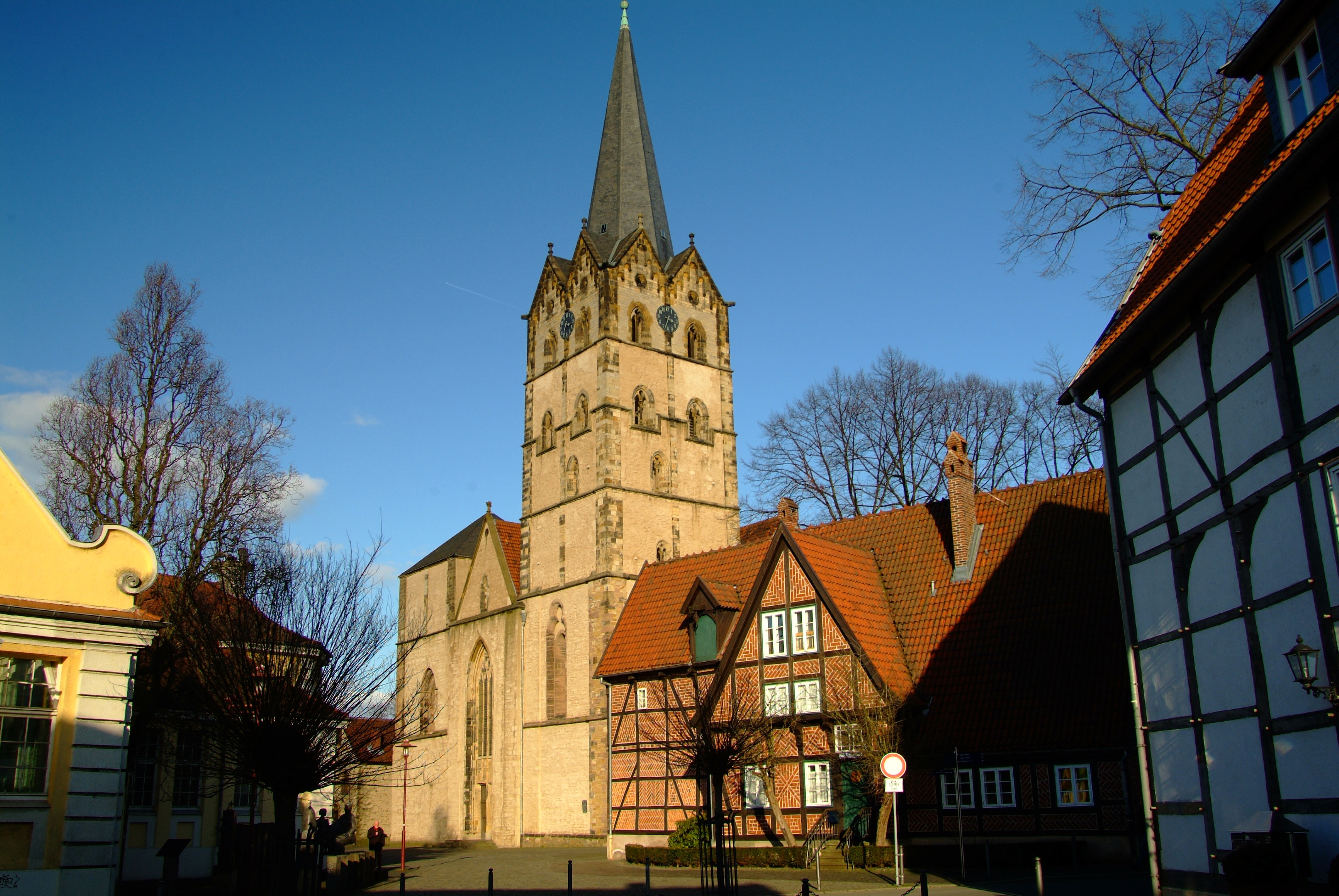
De Munsterkerk met het Kantorhaus
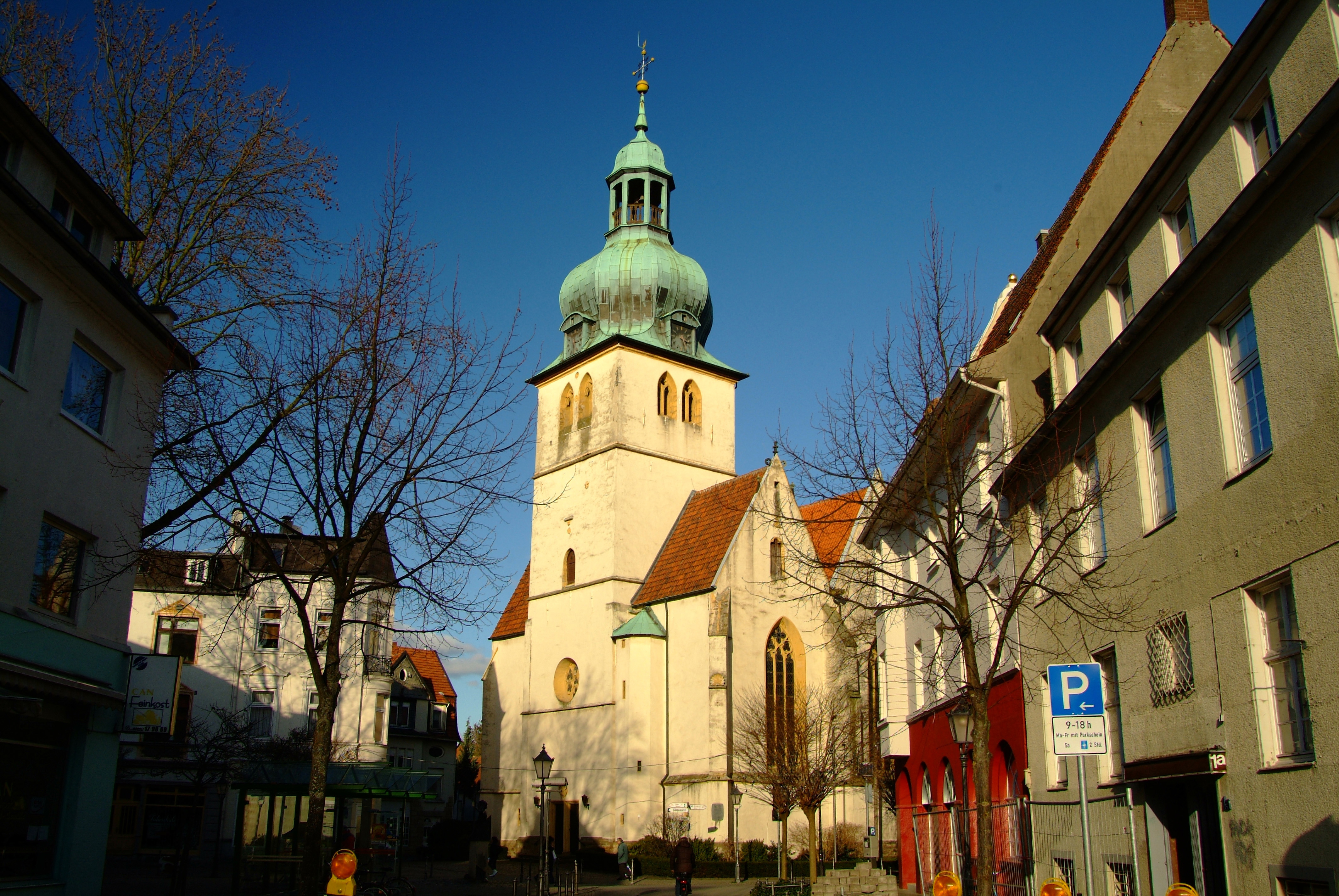
De Jakobikerk
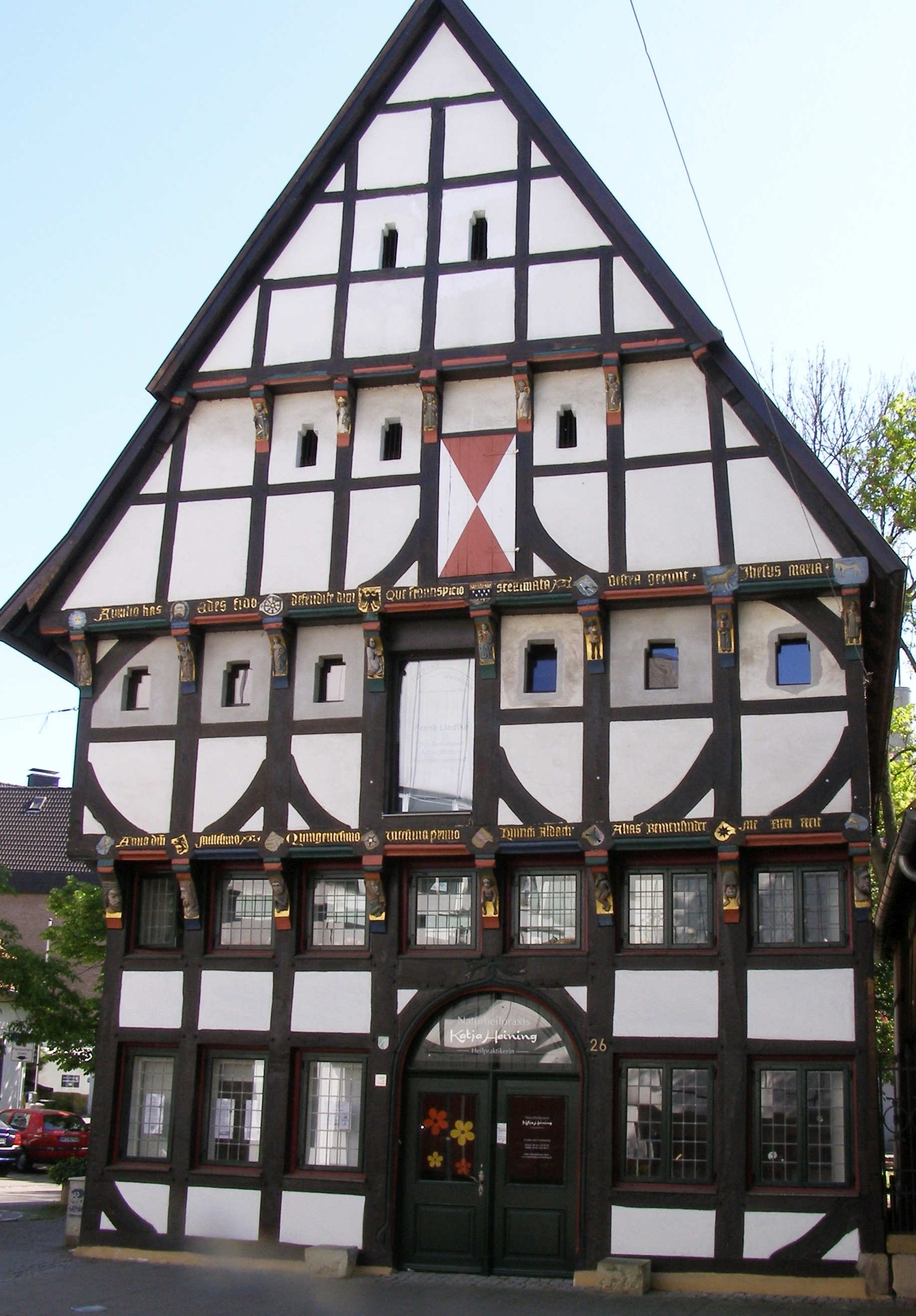
Het Remensniderhaus
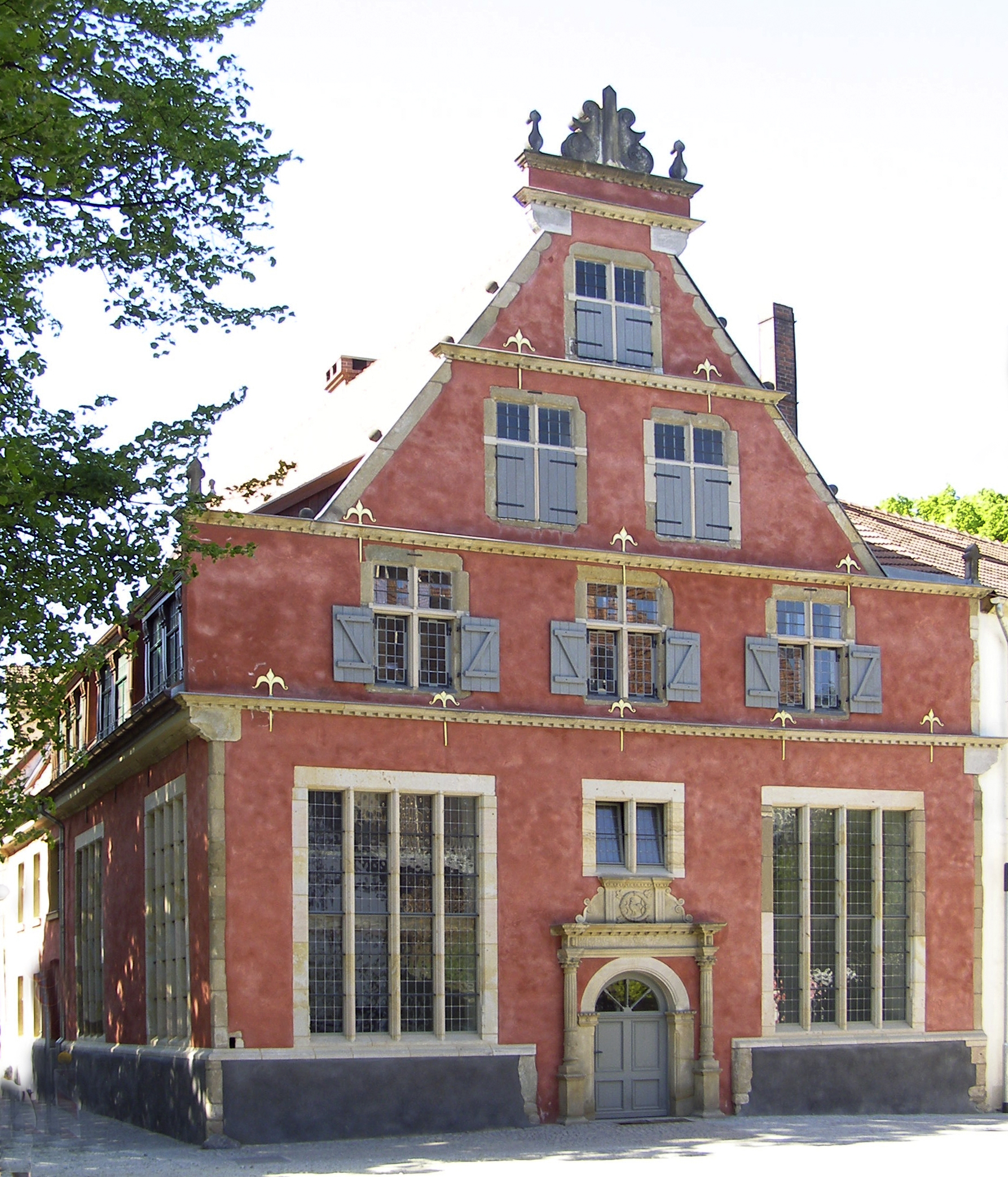
Het Frühherrenhaus
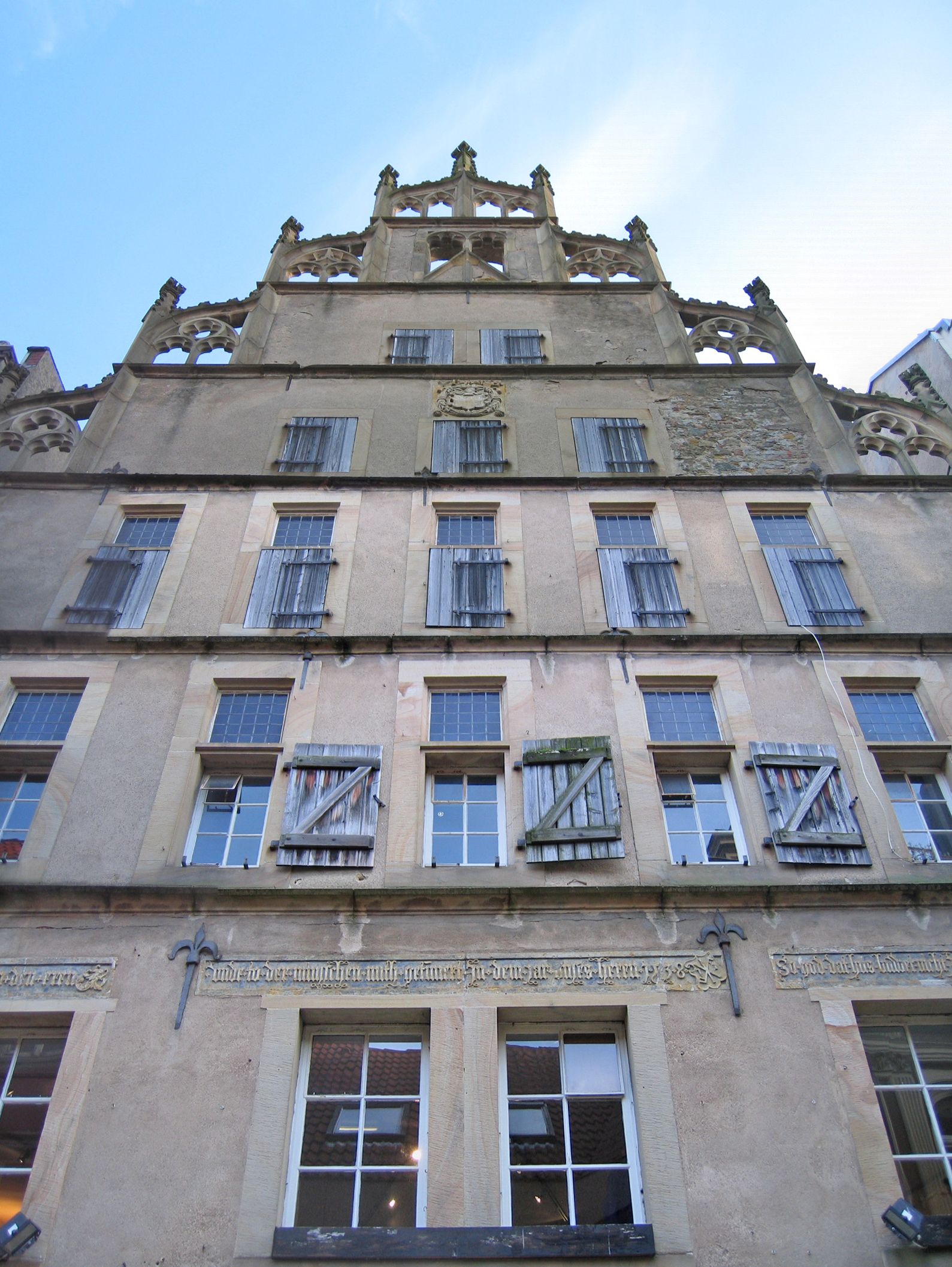
Gevel van het 16e-eeuwse Bürgermeisterhaus, Höckerstraße 4
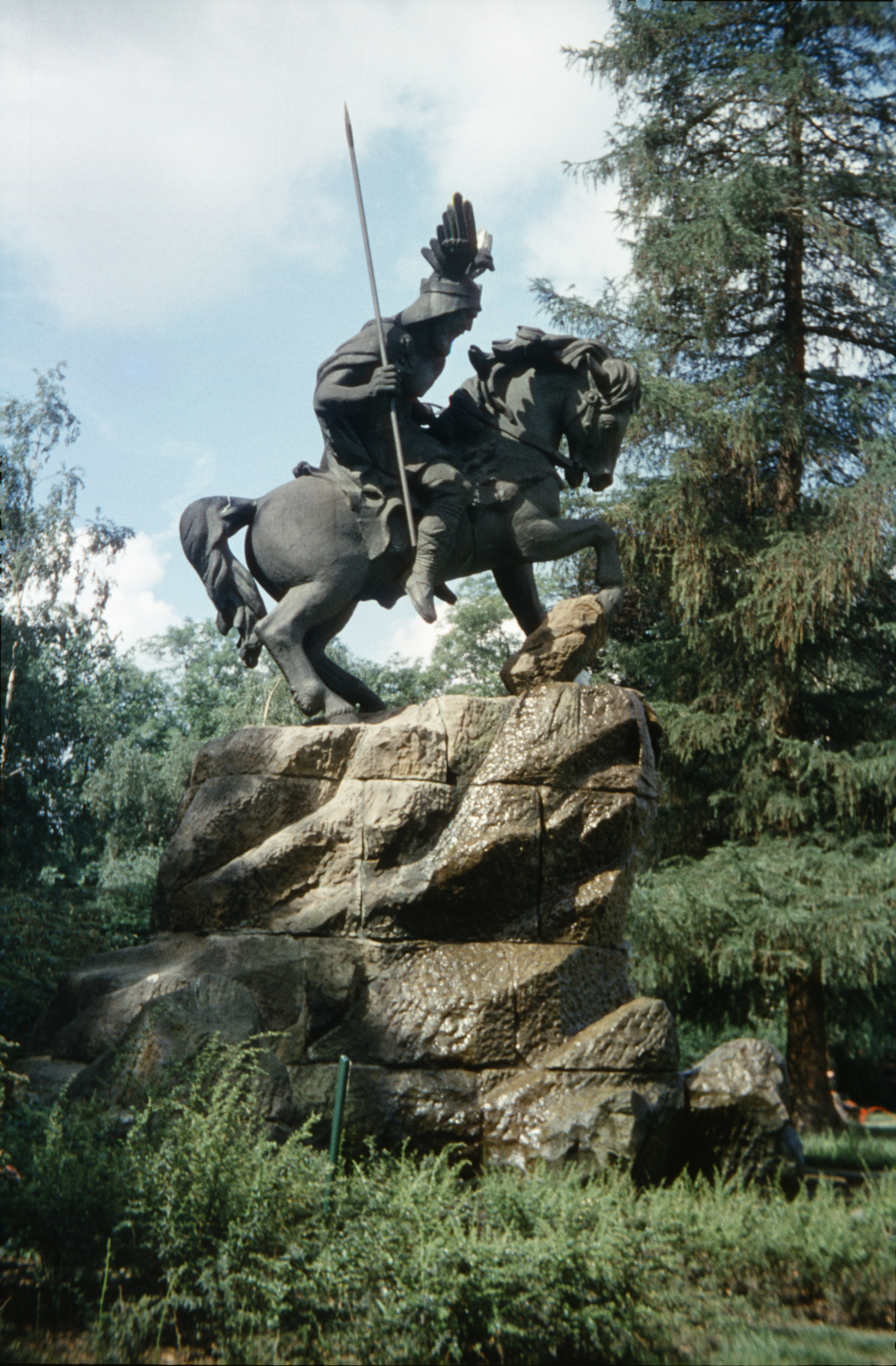
Widukind-monument
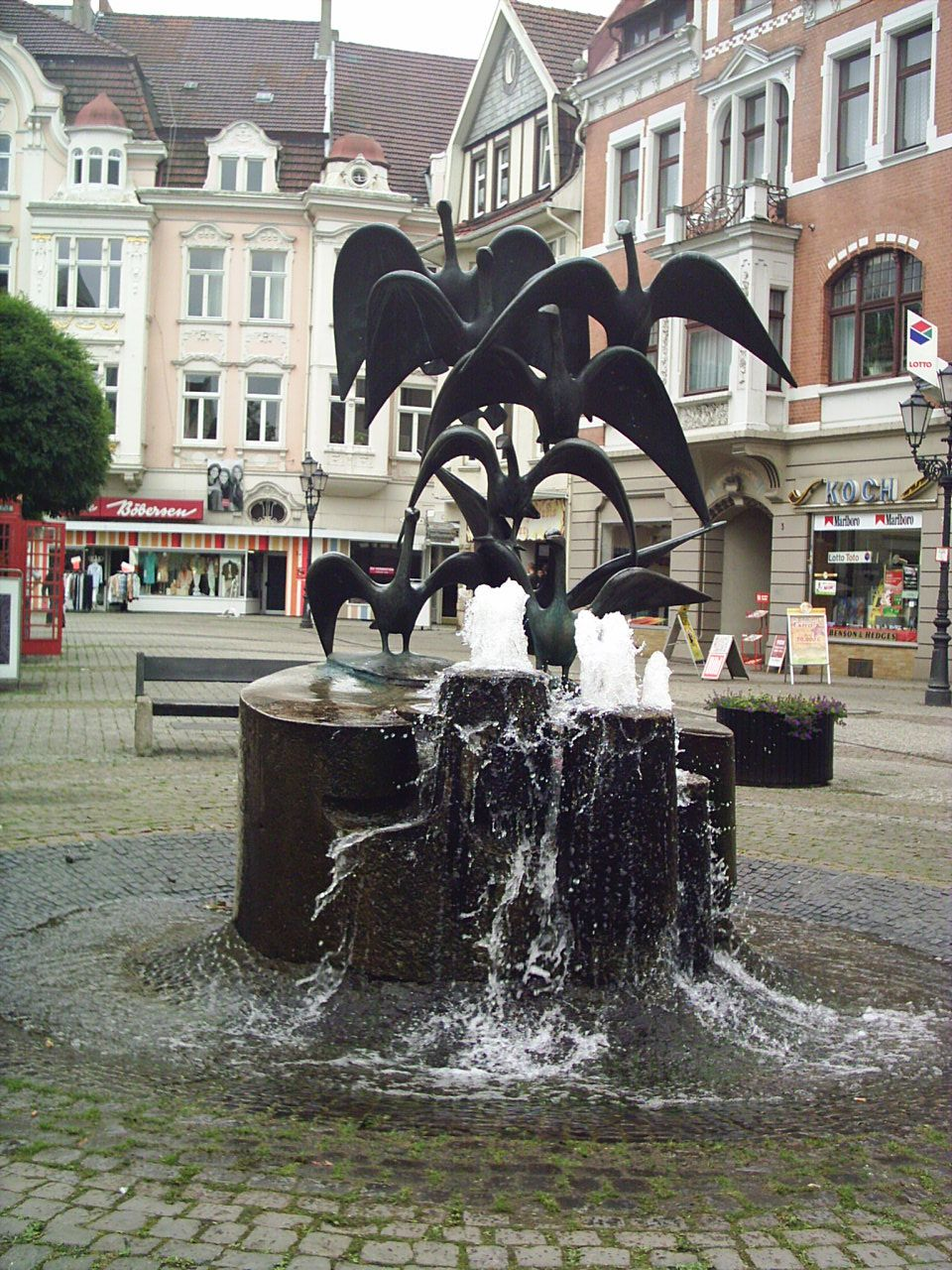
Gänsebrunnen (ganzenfontein) op de Gänsemarkt
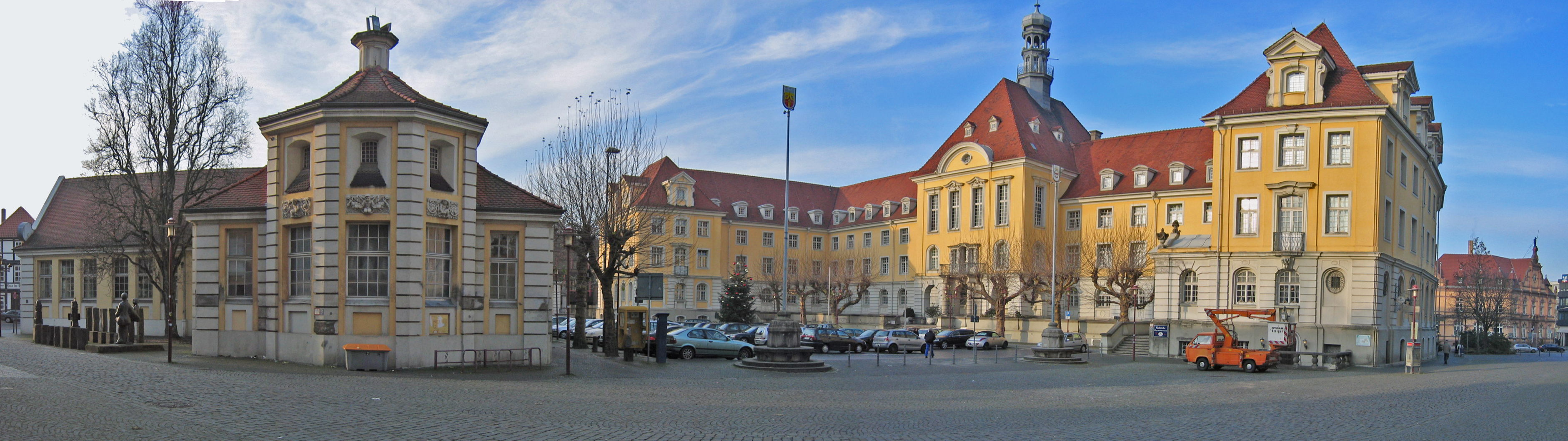
Raadhuis en marktplein
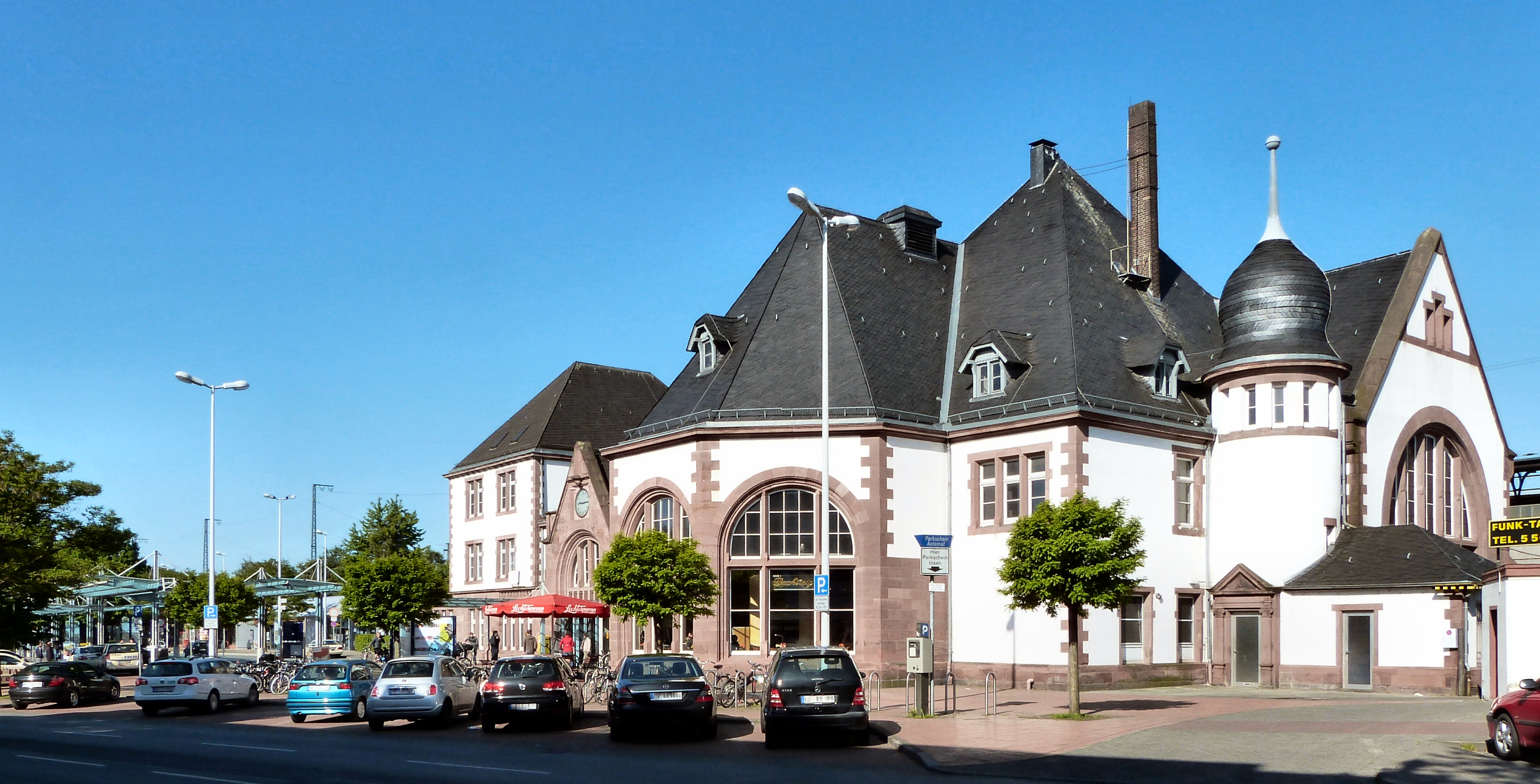
Station Herford
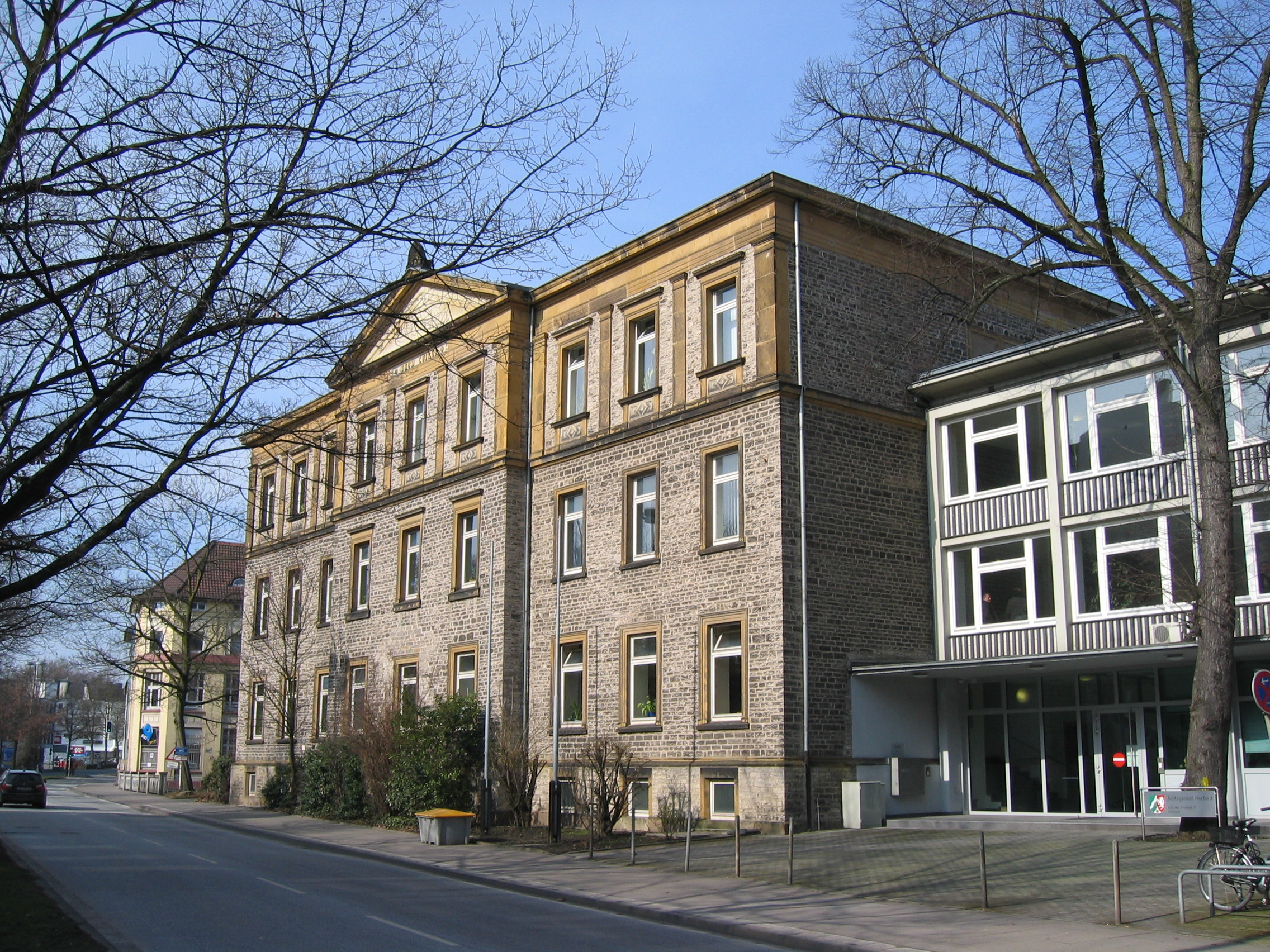
Gerechtsgebouw
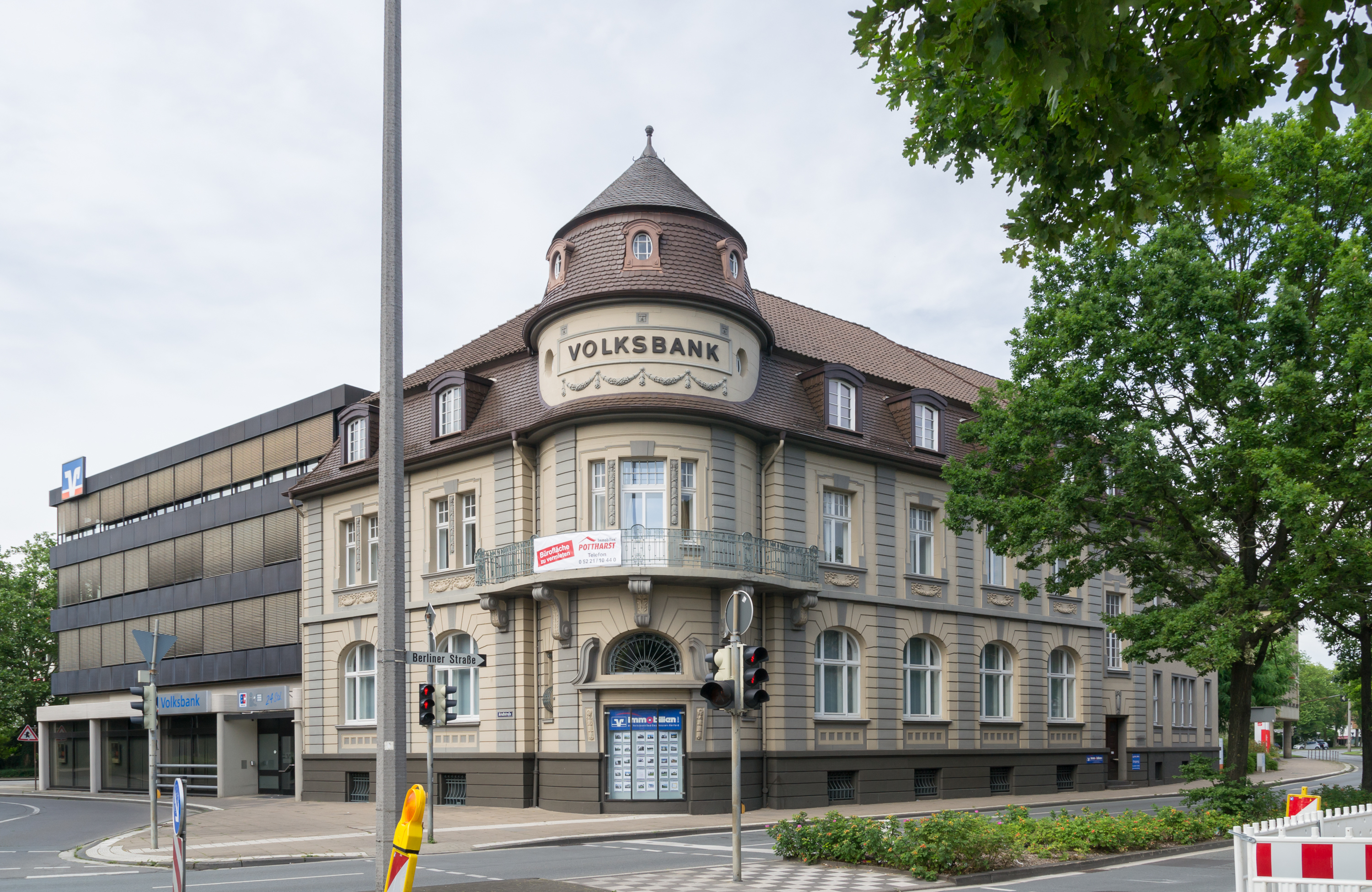
Bankgebouw in art-deco-stijl
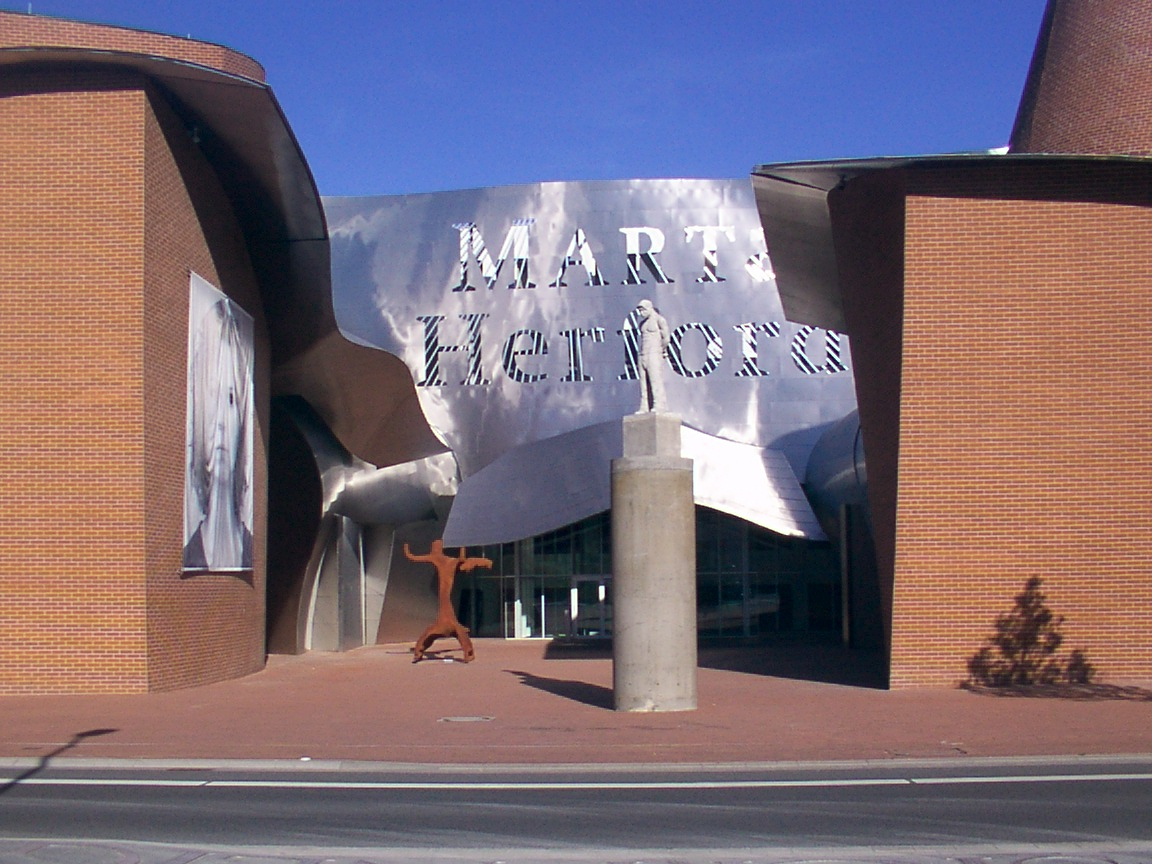
Museum MARTa, ingang
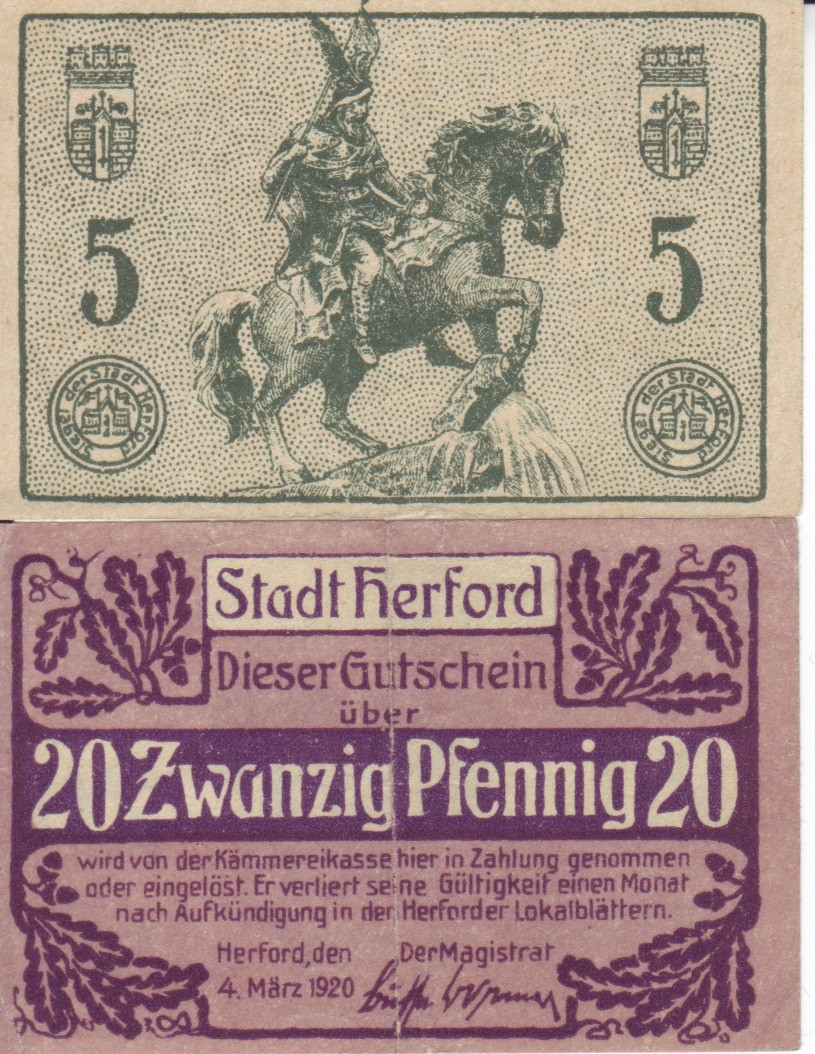
Noodgeld, 1920
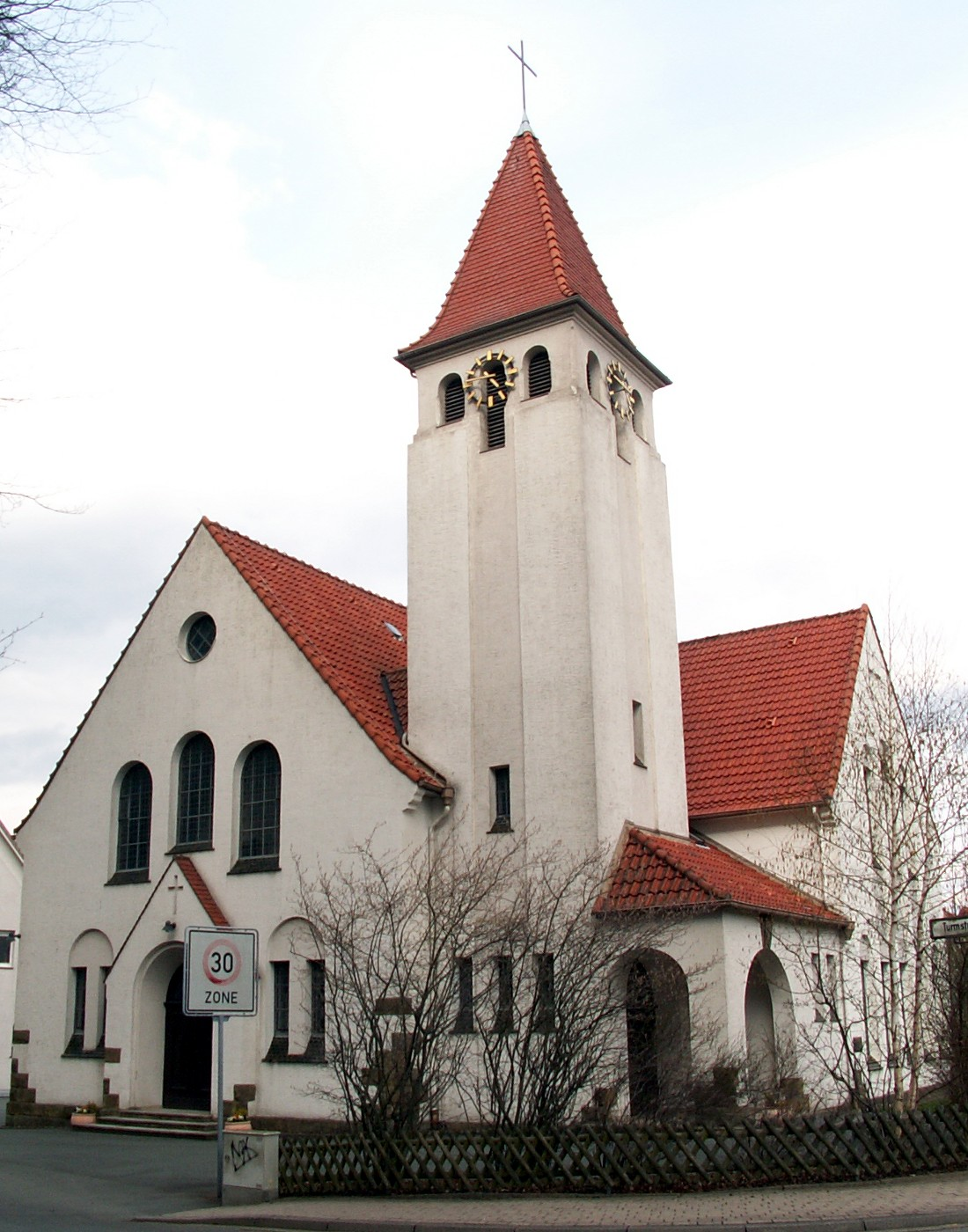
Friedenskirche (1914) in Stadtteil Elverdissen
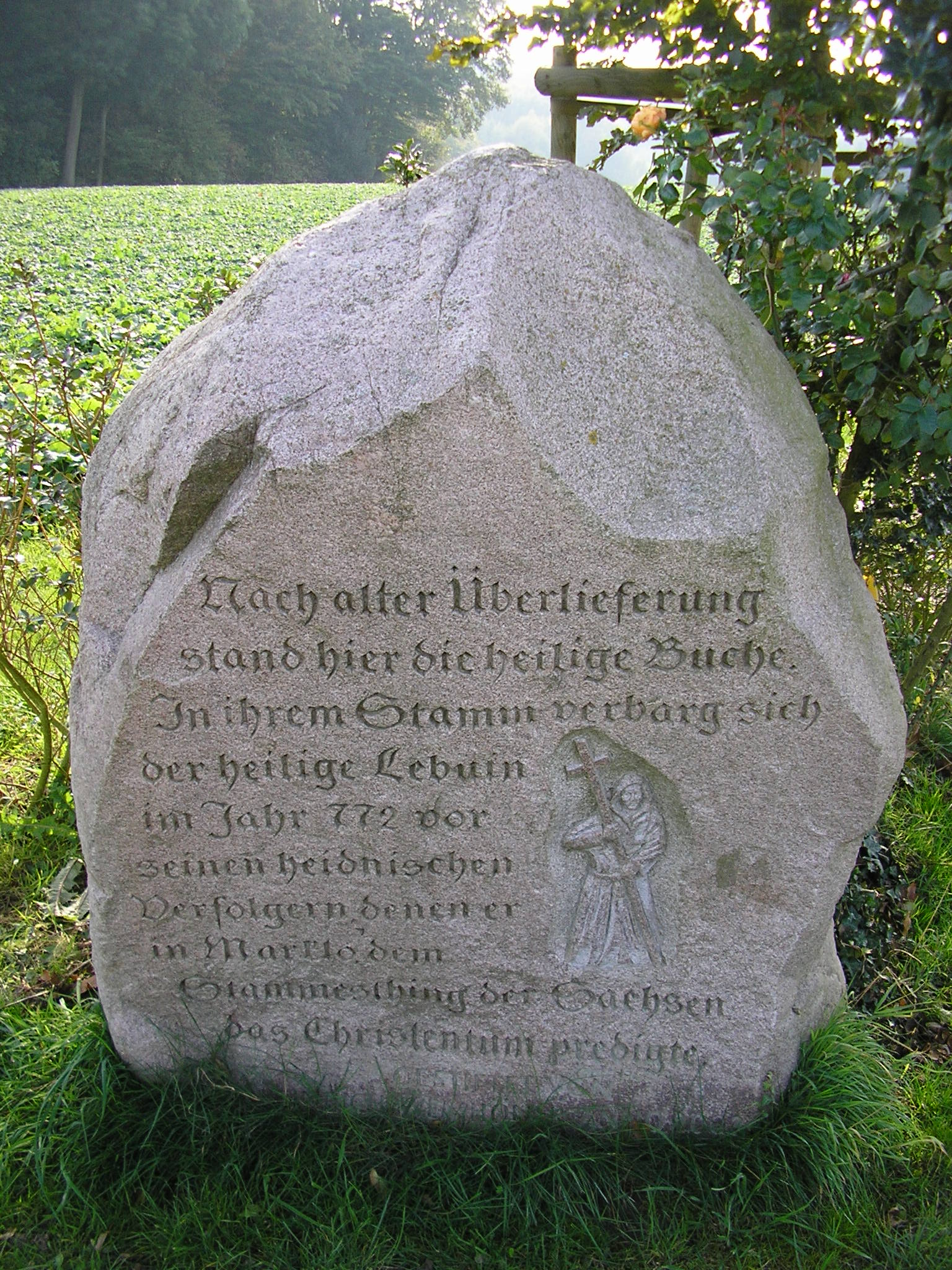
Gedenksteen Hilligenböke (waar Lebuïnus bescherming zou hebben gekregen) in stadsdeel Schwarzenmoor

## Trivia
Over het bij de gemeente behorende dorpje Schwarzenmoor gaat een oude legende: dicht bij de gemeentegrens met Ortsteil Lohe van Bad Oeynhausen, op de hoek van de Alte Heerstraße en de weg Hilligenböke (heiligenbeuk) staat een gedenksteen voor Sint Lebuïnus, een missionaris die in het jaar 772 bij de Saksische dingvergadering in Marklo aan de Wezer moedig het evangelie onder de nog heidense Saksen zou hebben gepredikt. Daardoor joeg hij de Saksen tegen zich in het harnas. Die wilden hem daarop doodslaan. Hier zou een beukenboom gestaan hebben, die zich beschermend voor Lebuïnus geopend zou hebben en hem verborg.
Wie het in de stad Herford over Holland heeft, zal niet noodzakelijkerwijs (een deel van) Nederland bedoelen. Al sinds de middeleeuwen bestaat er in Herford een straatje, dat Holland heet.
Andere hanzen: Vlaamse Hanze van Londen · Hanze der XVII steden
Bünde · Enger · Herford · Hiddenhausen · Kirchlengern · Löhne · Rödinghausen · Spenge · Vlotho